# Zbyszko Górczak
Zbyszko Górczak – profesor, polski historyk, mediewista specjalizujący się w dziedzinie historii społeczno-gospodarczej Polski w późnym średniowieczu.

## Życiorys
Jest absolwentem Wydziału Historycznego Uniwersytetu im. Adama Mickiewicza w Poznaniu. Na tej samej uczelni w 1995 uzyskał stopień doktora nauk humanistycznych w zakresie historii. Za pracę doktorską Podstawy gospodarcze działalności Zbigniewa Oleśnickiego, biskupa krakowskiego (promotor: Jadwiga Krzyżaniakowa) otrzymał nagrodę Prezesa Rady Ministrów RP. W 1996 został zatrudniony jako adiunkt w Zakładzie Historii Średniowiecza Instytutu Historii Uniwersytetu im Adama Mickiewicza w Poznaniu. W 2008 uzyskał stopień doktora habilitowanego na podstawie rozprawy habilitacyjnej Rozwój majątków możnowładztwa wielkopolskiego w drugiej połowie XV i początkach XVI wieku.
Specjalizuje się w dziedzinie historii społeczno-gospodarczej i materialnej Polski w średniowieczu, z wyszczególnieniem jego późniejszego okresu. Zajmuje się problematyką osadnictwa oraz lokacji miejskich i wiejskich. W swoich publikacjach skupia także na zagadnieniach powiązanych z lokacjami, takich jak np. prawo niemieckie, czy badaniem kwestii narodowościowych lokacji na prawie niemieckim.
Na macierzystym uniwersytecie prowadzi także pracę dydaktyczną. Wykłada historię Polski w średniowieczu, gospodarkę agrarną i wykład kursowy z historii średniowiecza (również dla studentów z Instytutu Prahistorii).

## Publikacje
- Podstawy gospodarcze działalności Zbigniewa Oleśnickiego biskupa krakowskiego, Kraków 1999.
- Kariera majątkowa rodziny Górków herbu Łodzia w XV-XVI w. [w:] (red.) K. Kaczmarek, J. Nikodem Docendo discimus. Studia historyczne ofiarowane Profesorowi Zbigniewowi Wielgoszowi z siedemdziesiątą rocznicę urodzin, Poznań 2000.
- (red.) Nihil superfluum esse: studia z dziejów średniowiecza ofiarowane Profesor Jadwidze Krzyżaniakowej (wspólnie z J. Doboszem i J. Strzelczykiem), Poznań 2000.
- Bunt Bezpryma jako początek tzw. reakcji pogańskiej w Polsce [w:] Nihil superfluum esse..., Poznań 2000.
- Najstarsze lokacje miejskie w Wielkopolsce (do 1314 r.), Poznań 2002.
- Rozwój majątków możnowładztwa wielkopolskiego w drugiej połowie XV i początkach XVI wieku: studium z dziejów wielkiej własności ziemskiej, Poznań 2007.